# 山田日向
山田 日向（やまだ ひなた、2004年12月20日 - ）は、日本の俳優。東京都出身。ギュラ所属。身長162cm。血液型はO型。以前はNEWSエンターテインメント、その後ギュラ・キッズに所属していた。

## 出演

### 映画
- ちょんまげぷりん（2010年）
- 謝罪の王様（2013年） - 黒島譲（幼少期） 役
- バイロケーション（2014年） - 進 役
- サイドライン（2015年） - 天野大悟（幼少期） 役
- 仮面ライダー×仮面ライダー ゴースト&ドライブ 超MOVIE大戦ジェネシス（2015年） - チビタケル 役
- 少女 (湊かなえ)（2016年） - 竹中太一 役[1]

### テレビドラマ
NHK
- 薄桜記（2012年） - 源坊 役
- 軍師官兵衛（2014年） - 斎（幼少期） 役
- 生きたい たすけたい（2014年） - 峻平 役

TBS
- 上条麗子の事件推理8（2011年） - 中原信太郎 役
- 走馬灯株式会社（2012年） - 小泉隼人（幼少期） 役
- クロコーチ（2013年）
- S -最後の警官-（2014年） - 西原史郎 役
- おやじの背中（2014年） - タケル 役

フジテレビ
- 逃亡弁護士（2010年）
- 美しい隣人（2011年）
- マルモのおきて（2011年） - 窪寺圭 役
- GTO（2012年） - 渋谷翔（幼少期） 役
- ヤバい検事 矢場健〜ヤバケンの暴走捜査〜2（2013年）
- 白衣のなみだ 第一部「余命」（2013年）
- 屍活師 女王の法医学（2013年） - 高橋浩介 役

テレビ朝日
- 新・警視庁捜査一課9係 season3（2011年） - 西川大樹 役
- 火災調査官・紅蓮次郎12（2012年） - 内田正孝 役
- Answer〜警視庁検証捜査官（2012年） - 寺本大輝（幼少期） 役
- 仮面ライダーシリーズ
  - 仮面ライダーウィザード（2013年） - 酒井翔 役
  - 仮面ライダーゴースト（2015年） - 天空寺タケル（幼少期） 役
  - 仮面ライダーゼロワン 第4話（2019年9月22日） - 桜井郷 役
- ショカツの女10（2015年） - 河合洋介（幼少期） 役

テレビ東京
- ウルトラシリーズ - レピ 役
  - ウルトラマンギンガS（2014年）
  - ウルトラファイトビクトリー（2015年）

### 再現ドラマ
- 踊る!さんま御殿!!スペシャル
- 家計診断 おすすめ悠々ライフ
- スパイスTV どーも☆キニナル!
- たけしの健康エンターテインメント!みんなの家庭の医学スペシャル
- 爆報! THE フライデー - 少年時代の田原俊彦 役
- 魔女たちの22時 - ジャガー横田の息子 役

### CM
- バンダイ アンパンマンへんしんセット
- 三浦工業 - ミウラくん 役
- ロッテ Fit's

### MV
- ウカスカジー「勝利の笑みを 君と」

### DVD
- きかんしゃトーマス
- 厚生労働省

### スチール
- リクルート